# Famille Estrix
Cette page explique l’histoire ou répertorie les différents membres de la famille Estrix.
La famille Estrix (Esschericx) est une famille de la noblesse belge.

## Histoire
La famille Estrix, primitivement Esschericx, est originaire de la ville de Malines.
Concession de noblesse héréditaire par le roi Guillaume Ier en 1818.
Le 31 août 1841, François Estrix obtient autorisation de joindre à son nom celui de leur seigneurie de ter Beeck. Le titre de chevalier, transmissible par primogéniture, est concédé par diplôme du 15 juin 1846 du roi Leopold Ier.

## Personnalités de cette famille
- Adrien Estrix (-1599), échevin de Malines
- Egide Estrix (1624-1694), prêtre et écrivain jésuite, provincial de la province flandro-belge de 1684 à 1687
- Jean Estrix (1602-1665), religieux et écrivain ecclésiastique, commissaire général des couvents augustins d'Autriche en 1641
- Robert Gillis Estrix (1610-1675), bénédictin, prévôt de l'abbaye d'Affligem de 1648 à 1664, puis prieur de l'abbaye Saint-Bernard de Bornem de 1670 à 1675
- Jean-François-Xavier Estrix (1766-1826), bourgmestre de Malines, membre des États provinciaux et de la Seconde Chambre des États généraux
- François Estrix de Terbeeck (1800-1870), lieutenant-colonel, aide de camp du général en chef, inspecteur des gardes civiques du royaume

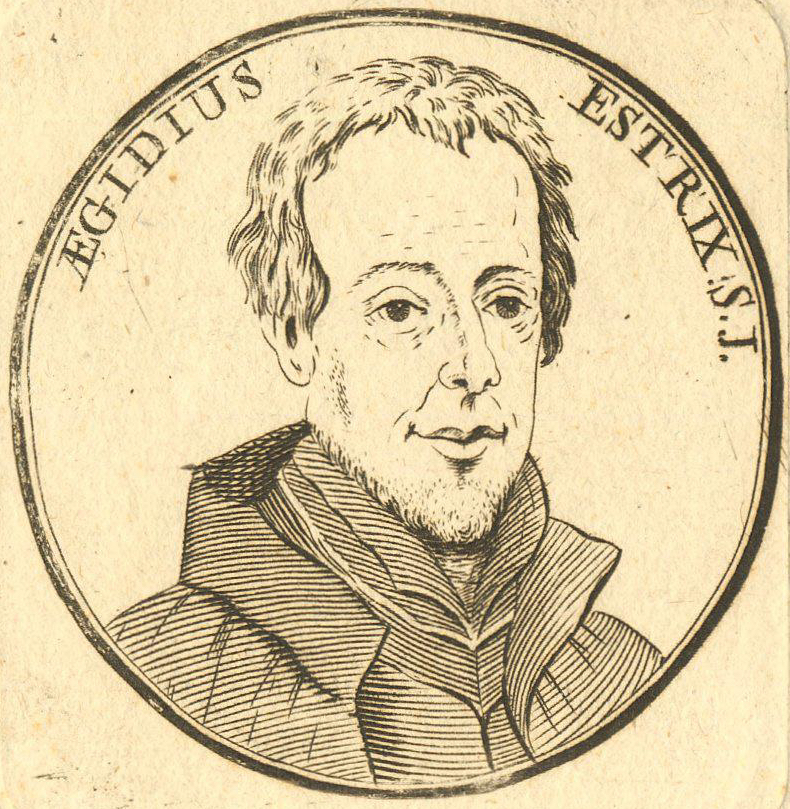
Egide Estrix
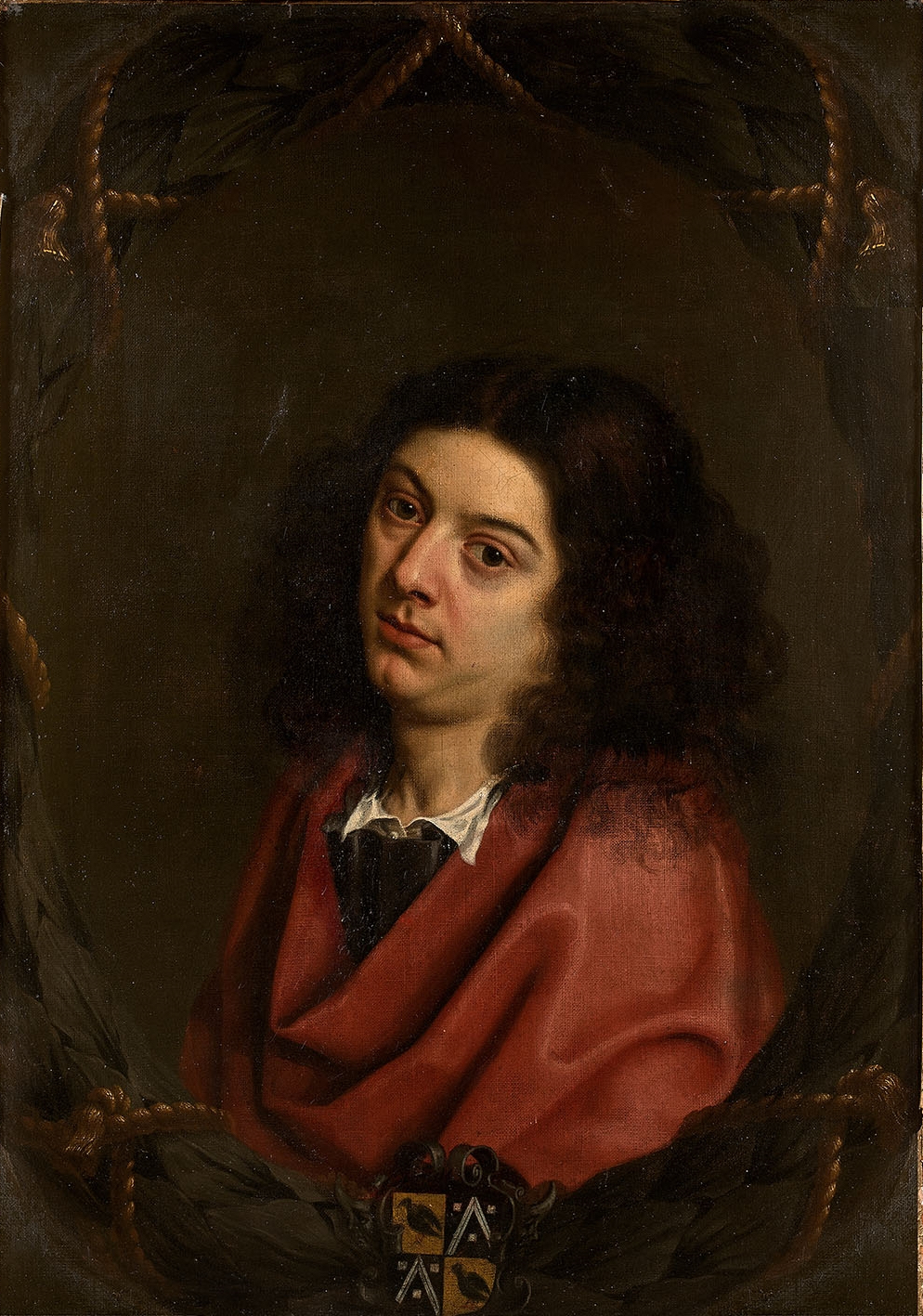
Portrait d'un membre de la famille Estrix, par Peter Franchoys